# 张士骏

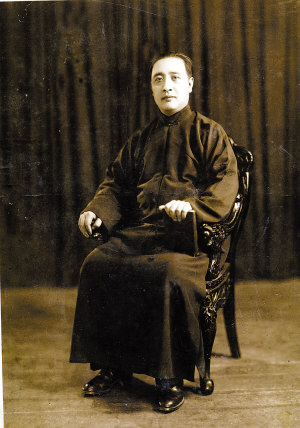

张士骏（1886年—1967年），字子腾，直隶丰润县大齐坨人，中国天津律师。

## 生平
张士骏的父亲张佩缮和张佩纶为堂兄弟。两广总督张人骏是张士骏的堂兄。张士骏在家排行第四。后来他在天津任律师。任律师期间，他曾于1919年五四运动中向天津警察厅厅长杨以德施压，令其释放天津的学生会主席马骏、南开中学学生代表周恩来等进步学生。1931年，他作为文绣诉溥仪离婚案中文绣的代理律师之一（另两位是张绍曾、李洪岳）同溥仪的代理律师林棨、林廷琛寻求庭外和解，于1931年10月22日达成离婚协议。李叔同家在七七事变前分家时请张士骏律师进行了调解。
日本统治时期，他曾应中共地下党的要求，帮助中共购买枪支，并营救被捕中共党员。
他的交游甚广，和华世奎、梅兰芳皆有交情。
1950年初，他随子女离开了原天津市澳门路10号寓所，迁居北京，结束了律师生涯。1966年初，他因患脑溢血中风不能言语，1967年初他病逝于北京，享年82岁。

## 家庭
张士骏生有二子四女。
- 长子张允大，后改名天寿。张天寿大学毕业后即到延安参加革命。中华人民共和国成立后，他是首任中国驻德国使馆代办。
- 次子张允天
- 有两个女儿曾在北京从事地下工作。